# لي شيسناي-روكوينكورت
لي شيسناي-روكوينكورت، (بالإنجليزية: Le Chesnay-Rocquencourt)‏، هي (بلدية) الضواحي الغربية لباريس ، في مقاطعة إيفلين.